# Mendocino megye
Mendocino megye az Amerikai Egyesült Államokban, azon belül Kalifornia államban található. Megyeszékhelye Ukiah. Lakosainak száma 91 601 fő (2020. április 1.). Mendocino megye Humboldt, Sonoma, Glenn, Trinity, Tehama és Lake megyékkel határos.

## Népesség
A megye népességének változása:
| Lakosok száma | 87 766 | 87 434 | 87 373 | 87 192 | 87 649 | 86 749 | 91 601 |
|               | 2010   | 2011   | 2012   | 2013   | 2015   | 2019   | 2020   |